# Kamilia Shehata
Pour les articles homonymes, voir Shehata.
 (avril 2022).
La mise en forme du texte ne suit pas les recommandations de Wikipédia : il faut le « wikifier ».
Les points d'amélioration suivants sont les cas les plus fréquents :
- Les titres sont pré-formatés par le logiciel. Ils ne sont ni en capitales, ni en gras.
- Le texte ne doit pas être écrit en capitales (les noms de famille non plus), ni en gras, ni en italique, ni en « petit »…
- Le gras n'est utilisé que pour surligner le titre de l'article dans l'introduction, une seule fois.
- L'italique est rarement utilisé : mots en langue étrangère, titres d'œuvres, noms de bateaux, etc.
- Les citations ne sont pas en italique mais en corps de texte normal. Elles sont entourées par des guillemets français : « et ».
- Les listes à puces sont à éviter, des paragraphes rédigés étant largement préférés. Les tableaux sont à réserver à la présentation de données structurées (résultats, etc.).
- Les appels de note de bas de page (petits chiffres en exposant, introduits par l'outil «  Source ») sont à placer entre la fin de phrase et le point final[comme ça].
- Les liens internes (vers d'autres articles de Wikipédia) sont à choisir avec parcimonie. Créez des liens vers des articles approfondissant le sujet. Les termes génériques sans rapport avec le sujet sont à éviter, ainsi que les répétitions de liens vers un même terme.
- Les liens externes sont à placer uniquement dans une section « Liens externes », à la fin de l'article. Ces liens sont à choisir avec parcimonie suivant les règles définies. Si un lien sert de source à l'article, son insertion dans le texte est à faire par les notes de bas de page.
- La présentation des références doit suivre les conventions bibliographiques. Il est recommandé d'utiliser les modèles {{Ouvrage}}, {{Chapitre}}, {{Article}}, {{Lien web}} et/ou {{Bibliographie}}. Le mode d'édition visuel peut mettre en forme automatiquement les références.
- Insérer une infobox (cadre d'informations à droite) n'est pas obligatoire pour parachever la mise en page.

Pour une aide détaillée, merci de consulter Aide:Wikification.
Si vous pensez que ces points ont été résolus, vous pouvez retirer ce bandeau et améliorer la mise en forme d'un autre article.
Kamilia Shehata Zakher (en arabe : كاميليا شحاته زاخر), née le 22 juillet 1985, est institutrice à Deir Mawas, en Égypte, et l'épouse de Tadros Samaan, prêtre copte de l'église Saint-Marc de la cathédrale de Mowas à Minya. Sa disparition en juillet 2010 a déclenché des protestations et des rumeurs de kidnapping et de conversion forcée à l'islam. Son retour ultérieur à l'Église a enflammé les tensions sectaires entre la majorité musulmane d'Égypte et la minorité chrétienne copte.

## Affaire Kamilia Shehata
Kamilia Shehata a disparu de son domicile à Deir Mawas le 18 juillet 2010 à la suite d'une dispute familiale, selon le rapport de police,. Selon certains rapports, le différend portait sur son désir de se convertir à l'islam. Les rumeurs de sa conversion forcée à l'islam ont commencé à circuler parmi les coptes d'Égypte après que son mari et la famille de Shehata ont initialement affirmé qu'elle avait été kidnappée, une affirmation rejetée par la police. Les manifestations coptes qui ont suivi au Caire et dans sa province natale de Minya ont exigé son retour,,.
Kamilia Shehata a été découverte le 23 juillet chez une amie au Caire. Elle a nié avoir été kidnappée et les responsables de l'Église ont confirmé qu'elle avait quitté son domicile de son plein gré. Selon des récits différents, après qu'elle a été localisée, la police a rendu Shehata à sa famille ou l'a confiée à la garde de l'Église. Shehata elle-même n'a fait aucune déclaration publique à l'exception d'une vidéo dont l'authenticité est contestée. On ne sait pas où elle se trouve et l'Église prétend qu'elle est sous sa protection, disant qu'elle a été "transférée de la maison de sa famille à Ain Shams au Caire vers une maison d'hôtes de l'église pour la tenir à l'écart des tensions".
Le retour de Shehata a rencontré des protestations rivales de la part des musulmans égyptiens, qui croyaient que Shehata s'était convertie à l'islam mais avait été renvoyé de force à l'Église. Des images d'une Shehata vêtue du niqāb ont été largement diffusées lors de manifestations et sur des sites internet consacrés à son enlèvement et à sa détention supposés, bien que l'authenticité des images ait été mise en doute. Le quotidien égyptien Al-masry Al-youm les a qualifiés de "photoshoppés".
En août 2010, les avocats égyptiens Nezar Ghorab, Gamal Tag et Tarek Abubakr ont intenté une action en justice contre le grand cheikh de la mosquée Al-Azhar et le ministre égyptien de l'Intérieur, affirmant qu'ils s'étaient entendus pour empêcher Shehata de se convertir à l'islam, une affirmation démentie par le secrétaire général du comité Fatwa d'Al-Azhar, qui a déclaré que "Kamilia n'est jamais venue à Al-Azhar et nous ne savons rien d'elle". Les avocats ont déposé une plainte connexe contre le président égyptien Hosni Moubarak.
Un autre avocat, Mamdouh Ismail, a déposé une demande auprès du procureur général pour que les lieux de culte chrétiens soient fouillés afin de déterminer où elle se trouve, et a déposé une plainte administrative contre le pape copte Shenouda III alléguant que Shehata était détenue contre sa volonté et a exigé sa libération. Husam Abu al-Bukhari a également appelé à une manifestation près de la mosquée Al-Nour à Abbassia pour soutenir Kamilia Shehata.
Des représentants d'Egyptian Initiative for Personal Rights (EIPR), une organisation égyptienne indépendante de défense des droits de l'homme, ont également critiqué les forces de sécurité pour avoir remis une personne adulte à l'Église contre son gré, un acte qui, selon l'organisation, viole la constitution égyptienne. Le directeur de l'EIPR, Hossam Bahgat, a qualifié les actions des autorités et de l'Église de tentative malavisée d'éviter les conflits sectaires, déclarant au Daily News Egypt que "les dirigeants de l'Église et la police pourraient penser qu'ils ont supprimé les débuts d'un problème sectaire en 'livrant' un citoyen adulte à sa famille comme un meuble, mais la vérité est que toute la société, y compris toutes ses sectes, est perdante lorsqu'elle s'implique dans cette violation flagrante des droits d'un de ses citoyens". 
En mai 2011, Shehata est apparue sur un réseau de télévision par satellite copte, Al-Hayat, et a déclaré qu'elle vivait avec son mari et son fils et qu'elle ne s'était pas convertie à l'islam ni n'était détenue contre son gré par l'Église. Elle a affirmé que des photos sur Internet semblant la montrer en hijab avaient été fabriquées.
L'État islamique d'Irak et du Levant a utilisé cet incident pour justifier l'enlèvement et la décapitation en 2015 de 21 pêcheurs chrétiens coptes en Libye par vengeance.